# Дубровин, Сергей Иннокентьевич
Дубровин Сергей Иннокентьевич (род. 27 июля 1957 года, Иркутск, РСФСР) – депутат Государственной думы IV созыва (2003-2007), заместитель губернатора Иркутской области, директор Музея истории города Иркутска.

## Биография
Родился 27 июля 1957 года в Иркутске. Учился в школе № 58 и средней школе № 42 Свердловского района. После окончания школы работал электромонтером, слесарем-ремонтником, техником-технологом, инженером-технологом Иркутского завода тяжелого машиностроения им. В.В. Куйбышева. В 1980 году окончил Иркутский политехнический институт по специальности металлорежущие станки и инструменты. В 1998 г. окончил Сибирско-Американский факультет Иркутского государственного университета, присвоена квалификация – менеджер, а в 2002 г. – Сибирский институт международных отношений и регионоведения в Новосибирске, присвоена квалификация – специалист в области международных отношений.
Трудовая деятельность: с февраля 1982 г. по апрель 1992 г. – заведующий отделом комсомольских организаций, второй секретарь, первый секретарь Куйбышевского райкома ВЛКСМ города Иркутска, первый секретарь Иркутского горкома ВЛКСМ. Делегат 20 и 21 съезда ВЛКСМ и 1 съезда  Российского союза молодежи.
С апреля 1992 г. по август 2002 г. – заместитель председателя комитета по социальной политике, исполняющий обязанности председателя комитета по социальным вопросам, заместитель мэра города – председатель комитета по делам горожан, первый заместитель мэра – председателя комитета по городскому обустройству администрации города Иркутска.
С сентября 2002 г. – заместитель главы администрации Иркутской области по социальной политике, а затем – первым заместителем главы администрации Иркутской области. В декабре 2003 г. избран депутатом Государственной Думы РФ по Иркутскому одномандатному избирательному округу № 84 Иркутской области, работал в составе Комитета по энергетике, транспорту и связи. С сентября 2008 г. по август 2009 г. – руководитель Иркутского регионального общественного фонда «Духовное возрождение». С 2009 г. по январь 2013 г. – руководитель Агентства по государственному заказу Иркутской области. С января 2013 г. по 11 ноября 2014 г. – заместитель губернатора Иркутской области в обязанности которого входило, в том числе, координирование работы Министерства по культуре и архивов Иркутской области, Министерства по физической культуре, спорту и молодежной политики Иркутской области.
В ноябре 2014 г. назначен вице-президентом Иркутской некоммерческой организации «Байкальская медиа-группа». С 31 декабря и.о. директора Музея истории города Иркутска им. А.М. Сибирякова. С февраля 2015 г. – директор Музея истории города Иркутска.
В разные годы Дубровин С.И. принимал участие в работе выборных органов: в 1983-1985 гг. – депутат районного Совета народных депутатов г. Иркутска; в 1983-1989 гг. – депутат городского Совета народных депутатов, г. Иркутск; в 2003-2007 гг. – депутат Государственной Думы Федерального Собрания Российской Федерации IV созыва по одномандатному округу № 84 Иркутской области.
В 2003-2007 гг. являясь депутатом Государственной Думы Федерального Собрания Российской Федерации IV созыва по одномандатному округу № 84 Иркутской области, входил в состав межпарламентской группы Россия-Монголия, участвовал в решении межпограничных вопросов, создании свободных экономических зон, а также в проведении научно-практических конференций по развитию отношений между Россией и Монголией в Москве, Иркутске и Улан-Баторе. Был организатором различных спортивных соревнований между сборными командами России и Монголии. Участвовал в организации Национальной сборной по хоккею с мячом Монголии. Стал инициатором создания Попечительского совета Национальной федерации хоккея с мячом Монголии, который возглавляет с момента его организации. За большой вклад в развитие духовно-нравственного, патриотического и культурного воспитания молодежи, а также за большой личный вклад в пропаганду идеалов олимпизма и развитие культуры и спорта в Иркутской области С.И. Дубровин неоднократно был отмечен Почетными грамотами и благодарностями губернатора Иркутской области, мэра г. Иркутска и руководством других международных, государственных,  региональных и общественных организаций.

## Награды
Награжден медалью ордена «За заслуги перед Отечеством» II степени (2000), нагрудным знаком «Почетный работник общего образования Российской Федерации» (2000), памятной юбилейной медалью «100 лет со дня учреждения Государственной Думы в России» (2004), памятным знаком ФСКН России «За заслуги» (2014), Правительственной наградой Монголии «В честь 65-летия Победы на Халхин-Голе» (2004), юбилейной медалью «В память 350-летия Иркутска» (2011), знаком общественного поощрения Иркутской области «75 лет Иркутской области» (2012), памятной медалью "Патриот России" (2014) и др.
В 2005 г. С.И. Дубровину за многолетний добросовестный труд присвоено звание «Ветеран труда».
За участие в работе по созданию книги «Память» вручен Почетный диплом «Лауреат премии губернатора Иркутской области в области культуры и искусства» (2005), за активную общественно-патриотическую деятельность - "Лауреат премии им. С.Н. Щетинина" (2018 и 2020 гг.). Памятный знак и Диплом к нему "За заслуги в развитии города Иркутска" (27.06.2019 г.). Благодарность Президента Российской Федерации за большой вклад в подготовку и проведение общественно значимых мероприятий (2021).
Дубровин С.И. принимает активно участие в общественной работе г. Иркутска. Он является членом попечительского совета Православной женской гимназии г. Иркутска, а также на протяжении многих лет возглавлял попечительский совет Иркутского областного краеведческого музея. Является учредителем Иркутского регионального общественного фонда «Духовное возрождение».

## Семья
Родители: Отец - ветеран Великой Отечественной войны Дубровин Иннокентий Иванович (1922-1993 гг.).
Мать - ветеран Тыла (1925-2007 гг.).
Брат - доктор политических наук, профессор Дубровин Юрий Иннокентьевич (1951-2015 гг.).
Жена - доктор биологических наук Дубровина Валентина Ивановна.
Дочь - ИГУ (2011), аспирантура Дипломатической академии МИД Российской Федерации (2015), руководитель РОО "Иркутский региональный волонтерский центр" (с 2014 г.).

## Хобби
История армии, флота, футбола. Книги русских и зарубежных писателей об истории России, международных отношениях России с ведущими державами мира и т.д. Музеи истории, краеведения, живописи и т.д.